# Киеве
Киѐве (на италиански: Chieve, на местен диалект: Cèef, Чееф) е село и община в Северна Италия, провинция Кремона, регион Ломбардия. Разположено е на 77 m надморска височина. Населението на общината е 2290 души (към 2016 г.).